# Огнева Заїмка
Огнева Заїмка (рос. Огнева Заимка) — село у Черепановському районі Новосибірської області Російської Федерації.
Входить до складу муніципального утворення Огнево-Заїмковська сільрада. Населення становить 927 осіб (2010).

## Історія
Згідно із законом від 2 червня 2004 року органом місцевого самоврядування є Огнево-Заїмковська сільрада.

## Населення
| 2002 | 2007  | 2010 |
| ---- | ----- | ---- |
| 1054 | ↗1063 | ↘927 |